# Chorthippus ferghanensis
Chorthippus ferghanensis är en insektsart som beskrevs av Umnov 1931. Chorthippus ferghanensis ingår i släktet Chorthippus och familjen gräshoppor. Inga underarter finns listade i Catalogue of Life.